# Zeb Atlas
Zeb Atlas (ur. 15 października 1970 w Portland) – amerykański model, kulturysta, trener osobisty i aktor pornograficzny.

## Życiorys

### Wczesne lata
Urodził się i dorastał w Portland w stanie Oregon. Jego rodzina była pochodzenia holenderskiego i niemieckiego. W czerwcu 1993 otrzymał dyplom na wydziale
systemu opieki zdrowotnej i sportu na Oregon State University.

### Kariera
Został zauważony na pokazie kulturystyki. Pozował jako fotomodel dla magazynów fitness. Poznał fotografa erotycznego Rona Lloyda z Lloyd’s Body Image Productions, dla którego pozował do kilku zdjęć i tak „narodził się” Zeb Mason. Wziął udział w sesji zdjęciowej dla magazynów: „Men” (wrzesień 2003, styczeń 2004, styczeń 2007), „Torso” (maj 2003), „Honcho” (kwiecień 2004), „DNA” (luty 2005), kalendarza „Straight Men 2006” i „Unzipped” (listopad 2008). Pracował z fotografami takimi jak Michael Kilgore, Alex Ardenti, Guccio Gucci, Warren Zennon, Dale Bolivarm, David Vance, Victor Cody, Alexander Plata, Steven Underhill czy Richard Allan, dla Hot Product, OhMan Studios, St. Petes, Idiom, Ltd. oraz Studio Jenkins Jake Cruice Videos.
W 2003 otrzymał tytuł „Człowieka roku” magazynu „Men” wraz z Nate Christiansonem. W 2006 magazyn „Men” ponownie przyznał mu tytuł „Człowieka roku”. 11 grudnia 2007 gościł w programie Howarda Sterna.
Zeb początkowo występował w scenie masturbacji lub w produkcjach softcore. W maju 2008 wziął udział w filmie Brazzers Cheating at Work (2008) w scenie heteroseksualnej z ówczesną dziewczyną – gwiazdą porno Devon Michaels. Swoją pierwszą homoseksualną scenę seksu oralnego nagrał dla JakeCruise.com. W sierpniu 2008 wziął udział w scenie seksu oralnego z Matthew Rushem w produkcji Falcon Entertainment Best Men 1: The Bachelor Party (2008), a w październiku 2008 wystąpił jako aktyw w scenie seksu analnego z udziałem Adama Killiana w filmie Falcon Entertainment Best Men 2: The Wedding Party (2008). Jego ekranowym partnerem był też Mark Dalton. Brał również udział w produkcjach pornografii biseksualnej. Dorabiał jako tancerz go–go w klubach LGBT na terenach całych Stanów Zjednoczonych.
W październiku 2009 zagrał w teledysku do piosenki Pearly Gates „Stop For Love”.
W czerwcu 2010 hiszpański portal 20minutos.es ogłosił, że „Zeb Atlas to jeden z najbardziej umięśnionych aktorów porno i pożądany przez kobiety i mężczyzn”. W 2011 nagrał singiel „Love Hangover”. W sierpniu 2012 w rankingu 20minutos.es „Najbardziej przystojni” (The Most Handsome) znalazł się na drugim miejscu, a w lipcu 2015 zajął czwarte miejsce na liście „Najseksowniejszej gejowskiej gwiazdy porno” (Los actores porno gay mas sexys listado 5).

## Życie prywatne
W latach 2007–2008 związany był z aktorką porno Devon Michaels. W wywiadzie dla serwisu The Sword zadeklarował, że fizycznie interesują go mężczyźni i kobiety, dodając: „od zawsze byłem bardzo seksualną osobą”.

## Nagrody i nominacje
| Rok  | Nagroda                           | Kategoria                                   | Film                                                         | Inni wykonawcy | Rezultat  |
| ---- | --------------------------------- | ------------------------------------------- | ------------------------------------------------------------ | -------------- | --------- |
| 2003 | Nagroda magazynu „Men”            | Mężczyzna roku                              | –                                                            | –              | Wygrana   |
| 2005 | Cybersocket Web Award             | Najlepsza internetowa gwiazda porno         | –                                                            | –              | Nominacja |
| 2006 | Cybersocket Web Award             | Najlepsza internetowa gwiazda porno         | –                                                            | –              | Wygrana   |
| 2006 | Hunky Awards                      | Najlepsza strona męskich chłopaków          | –                                                            | –              | Nominacja |
| 2006 | Nagroda magazynu „Men”            | Mężczyzna roku                              | –                                                            | –              | Wygrana   |
| 2009 | Hookie International Escort Award | Najlepsza gwiazda porno eskortowana         | –                                                            | –              | Nominacja |
| 2009 | Hookie International Escort Award | Najlepsza osobowość internetowa eskortowana | –                                                            | –              | Nominacja |
| 2009 | Grabby Award                      | Najlepszy duet                              | Best Men Part 2 – The Wedding Party (2008), reż. John Bruno  | Adam Killian   | Wygrana   |
| 2009 | GayVN Award                       | Najlepszy aktor drugoplanowy                | Best Men Part 1 – The Bachelor Party (2008), reż. John Bruno | –              | Nominacja |
| 2009 | GayVN Award                       | Najlepsza scena oralna                      | Best Men Part 1 – The Bachelor Party (2008), reż. John Bruno | Matthew Rush   | Nominacja |
| 2012 | Cybersocket Web Award             | Najlepsza gwiazda porno                     | –                                                            | –              | Nominacja |
| 2012 | Grabby Award                      | Atleci (Jocks)                              | –                                                            | –              | Nominacja |
| 2014 | Raven’s Eden Award                | Żywa legenda gejowska                       | –                                                            | –              | Wygrana   |